# مری راجرز گرگوری
مری راجرز گرگوری (به انگلیسی: Mary Bland Rogers) (زادهٔ ۶ مه ۱۸۴۶ – درگذشتهٔ ۱۹۱۹) یک نقاش پرترهٔ آمریکایی اهل فلوریدا بود. او در طول عمرش پرترهٔ اشخاص مشهوری همچون بنجامین اچ. هیل، جیمز ام. جکسون، هنری دبلیو. گریدی و ماری ادواردز بریان را کشید.

## سالهای اولیه و تحصیلات
مری راجرز در ۶ مه ۱۸۴۶ در آپالاچیکولای فلوریدا به دنیا آمد. پدرش چارلز راجرز تاجر پنبه برجسته کلمبوس، جورجیا بود. اجداد پدری وی قهرمانان جنگ انقلاب آمریکا بودند. او در سن پایین همسر جان آر گریگوری از تالاهاسی، فلوریدا شد.